# Anthocoptes
Anthocoptes är ett släkte av spindeldjur som beskrevs av Alfred Nalepa 1889. Anthocoptes ingår i familjen Eriophyidae.
Släktet innehåller bara arten Anthocoptes ribis.